# Arefu
Arefu – wieś w Rumunii, w okręgu Ardżesz, w gminie Arefu. W 2011 roku liczyła 1291 mieszkańców.